# 10 км (роз'їзд, Південна залізниця)
10 км (Десятий кілометр; до 2016 року — Комунар) — роз'їзд Харківської дирекції Південної залізниці, розміщений на дільниці Шпаківка — Буди між з.п. 5 км і станцією Буди, входить до Харківського залізничного вузла. Також до роз'їзду належить лише відрізок непарної колії з однією стрілкою дільниці Харків — Люботин. Пасажирської платформи в цьому напрямку нема, тому поїзди не зупиняються. У напрямку Шпаківка — Мерефа на роз'їзді є розгалуження на дві колії, біля однієї з яких є платформа, але в цьому напрямку наразі не курсують приміські потяги. Пункт розташований у місті Люботині.